# Lineární filtr
Lineární filtr je filtr, pro nějž platí princip superpozice.
To znamená, že za předpokladu
{\displaystyle x_{1}(t)\rightarrow y_{1}(t),~~x_{2}(t)\rightarrow y_{2}(t)}
platí:

{\displaystyle ax_{1}(t)+bx_{2}(t)\rightarrow ay_{1}(t)+by_{2}(t)}
Jinak řečeno, odezva lineárního systému tvořeného tímto filtrem na součet dvou či více signálů musí být rovna součtu odezev tohoto systému na jednotlivé signály. Účelem takovéto lineární filtrace je obvykle potlačení nebo zvýraznění určitých spektrálních složek signálu, případně změna jejich fázového posunutí (ať již se jedná o signál spojitý nebo diskrétní).

## Popis lineárního filtru
Lineární filtr lze popsat diferenční rovnicí, impulzní charakteristikou nebo frekvenční charakteristikou.
Diferenční rovnice představuje postup (algoritmus) výpočtu odezvy filtru. Odezvou lineárního filtru na jednotkový impulz je jeho impulzní charakteristika {\displaystyle h(t)}. Odezvu nerekurzivního lineárního filtru {\displaystyle y(t)} pro libovolný vstup {\displaystyle x(t)} je možno spočítat konvolucí vstupního signálu s impulzní charakteristikou tohoto filtru:
{\displaystyle y(t)=x(t)*h(t)\,}
{\displaystyle {}\quad =\int _{-\infty }^{\infty }x(t-\tau )\cdot h(\tau )\,\operatorname {d} \tau }
{\displaystyle {}\quad =\int _{-\infty }^{\infty }x(\tau )\cdot h(t-\tau )\,\operatorname {d} \tau }
Spektrem impulzní charakteristiky {\displaystyle h(t)} je frekvenční charakteristika {\displaystyle H(j\omega )}, kterou z něj lze získat Fourierovou transformací.
Zejména pro popis diskrétních filtrů se využívá také přenosová funkce, kterou lze získat pomocí z-transformace a následného podílu jejich výstupu ke vstupu.
{\displaystyle H(s)={\frac {Y(s)}{X(s)}}={\frac {{\mathcal {Z}}\left\{y(t)\right\}}{{\mathcal {Z}}\left\{x(t)\right\}}}}
Dalším způsobem popisu tohoto filtru je rozložení jeho nulových bodů a pólů v z-rovině. Polohu těchto bodů lze získat přepisem polynomů přenosové funkce na součiny jejich kořenových činitelů. Z této formy popisu lze lehce posuzovat stabilitu filtru.